# جودی لونگ
جودی لونگ (انگلیسی: Jodi Long؛ زادهٔ ۷ ژانویهٔ ۱۹۵۴) یک هنرپیشه اهل ایالات متحده آمریکا است.
از فیلم‌ها یا برنامه‌های تلویزیونی که وی در آن نقش داشته است می‌توان به دختران داغ، فاصله قابل توجه، شلپ شلوپ اشاره کرد.